# Seria 150 ČD
E 499.2 – lokomotywa elektryczna wyprodukowana w 1978 roku dla kolei czechosłowackich. Wyprodukowano dwadzieścia siedem lokomotyw, pierwszy w czerwcu, a ostatni we wrześniu 1978 roku. Elektrowozy wyprodukowano do prowadzenia pasażerskich pociągów ekspresowych kursujących po zelektryfikowanych liniach kolejowych. Elektrowozy pomalowano na kolor kości słoniowej i zielony. Po rozpadzie Czechosłowacji elektrowozy eksploatowane są przez koleje czeskie oznakowane jako Řada 150.